# Margaret Gowing

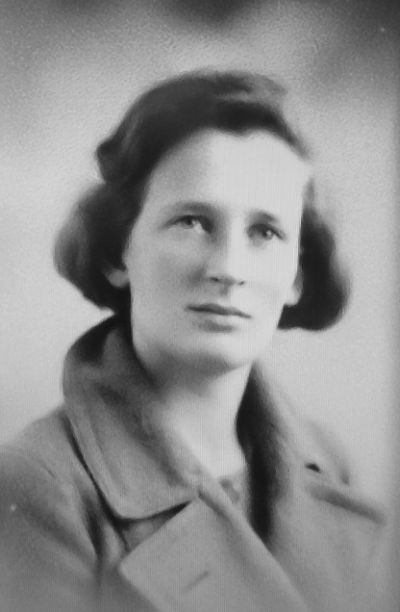
Margaret Gowing

Margaret Mary Gowing, nascida Margaret Mary Elliott, CBE, FBA, FRS (Londres, 26 de abril de 1921 – Londres, 7 de novembro de 1998) foi uma historiadora inglesa. Esteve envolvida com a produção de vários volumes da History of the Second World War, mas era mais conhecida por seus livros, encomendados pela Autoridade de Energia Atômica do Reino Unido, cobrindo a história inicial dos programas de armas nucleares da Grã-Bretanha: Britain and Atomic Energy 1939 – 1945, publicado em 1964, e Independence and Deterrence: Britain and Atomic Energy 1945–52, publicado em 1974.
Por meio de seu trabalho no Gabinete do Governo de 1945 a 1959, ela conheceu pessoalmente muitas das pessoas envolvidas. Como historiadora e arquivista da Autoridade de Energia Atômica do Reino Unido de 1959 a 1966, ela teve acesso aos documentos e arquivos oficiais dos programas de armas nucleares britânicos. Ela foi a primeira ocupante de uma cadeira de história da ciência na Universidade de Oxford, que ocupou de 1972 até sua aposentadoria em 1986. Como co-fundadora com o físico Nicholas Kurti do Contemporary Scientific Archives Centre em Oxford, ela ajudou a garantir a preservação de manuscritos científicos contemporâneos.

## Primeiros anos
Margaret Elliott nasceu em 26 de abril de 1921 em Kensington, Londres, sendo a mais nova dos três filhos de Ronald Elliott, um engenheiro motorizado, e sua esposa, Mabel (nascida Donaldson), uma professora escolar. Ela tinha uma irmã mais velha, Audrey, e um irmão mais velho, Donald. A família era pobre. Seu pai sofreu e acabou morrendo de tuberculose e estava frequentemente desempregado, enquanto sua mãe foi impedida de trabalhar como professora depois que ela se casou. A família, portanto, muitas vezes tinha que viver com um benefício de doença semanal. Para se divertir, aproveitaram a entrada gratuita em galerias de arte, museus e bibliotecas. A experiência direta de pobreza de Elliot a levou a se tornar uma ardente socialista mais tarde na vida. Ela frequentou a Portobello Elementary School em North Kensington, e ganhou uma bolsa de estudos do London County Council para o Christ's Hospital em 1932. Ela se destacou academicamente, foi monitora e jogou hóquei em sua "casa".
Elliott completou seu Certificado de Escola em 1936, ganhando distinções em latim, inglês e francês e um passe em alemão. Ela ganhou uma bolsa de estudos Leverhulme para a London School of Economics (LSE), onde ingressou em 1938. Seu orientador de estudos do primeiro ano foi a economista Vera Anstey, que considerou que Elliott tinha "uma inclinação decidida para a história econômica", Elliot posteriormente atribuiu seu interesse no assunto a palestras de sua orientadora de estudos do segundo ano, Eileen Power, que a incentivou a seguir uma carreira acadêmica. Ela ganhou o Prêmio Gladstone Memorial e a bolsa de estudos Lillian Knowles para história econômica em 1939. Mais tarde naquele ano, com a eclosão da Segunda Guerra Mundial, a LSE foi evacuada para Oxford, onde Elliott se formou em 1941 com um bacharelado em economia com honras de primeira classe.